# داني شاهين
داني شاهين (ولد في 9 يوليو 1989) هو لاعب كرة قدم محترف سابق لعب كمهاجم. ولد في الاتحاد السوفييتي، ومثل ألمانيا على المستوى الدولي للشباب.

## وقت مبكر من الحياة
وُلِد  داني في دونيتسك لأب فلسطيني وأم روسية، لكنه نشأ في بعلبك في لبنان حتى عام 1996 عندما انتقلت عائلته إلى تلتو-فلامن في ألمانيا.

## حياة مهنية
لعب  داني في صفوف الشباب لفريقي لوكنوالدي وإنيرجي كوتبوس قبل الانضمام إلى نادي هامبورغ في عام 2006. تم اقتحامه للفريق الاحتياطي لنادي هامبورغ في موسم 2007-2008، حيث شارك في سبع مباريات كبديل في دوري المنطقة الشمالية. وفي الموسم التالي، سجل اثني عشر هدفًا في 27 مباراة، مما جعله هداف الفريق. في 8 يونيو 2009، وقع  داني مع جروتر فورت من النادي رقم 2. شارك في اثني عشر مباراة في موسمه الأول، وبعد ست مباريات أخرى (هدف واحد) في النصف الأول من موسم 2010-2011، تمت إعارته إلى دينامو دريسدن في يناير 2011.
كان لداني تأثير كبير على دينامو، حيث سجل عشرة أهداف في أربع عشرة مباراة ليساعد النادي على إنهاء الموسم في المركز الثالث. الدوري والفوز بالصعود إلى الدرجة الثانية. الدوري الألماني من خلال الفوز في مباراة فاصلة على في إف إل أوسنابروك. وسجل  داني الهدف الحاسم في المباراة الأخيرة بالدوري هذا الموسم، ضد كيكرز أوفنباخ، وهدف الفوز في مباراة الإياب ضد أوسنابروك.
بعد أن أطلق فورث سراحه في عام 2012، وقع  داني مع فريق فورتونا دوسلدورف. شارك لأول مرة في الدوري الألماني في اليوم الافتتاحي لموسم 2012–13 ضد نادي أوجسبورج. دخل  داني إلى الملعب كبديل في الدقيقة 60، وسجل هدفين في الفوز 2-0 خارج الأرض. وأنهى الموسم هدافا للنادي برصيد ثمانية أهداف في الدوري، لكنه لم يتمكن من منع فورتونا من الهبوط إلى الدرجة الثانية. الدوري الألماني.
في يوليو 2013 انضم إلى نادي إف إس في ماينز 05 مقابل رسوم تبلغ حوالي 1.5 مليون يورو، ووقع عقدًا لمدة أربع سنوات مع النادي. في موسم 2014–15، تمت إعارته إلى نادي فرايبورغ مع خيار جعل الانتقال دائمًا. تم إرساله مرة أخرى على سبيل الإعارة لموسم 2015–16 إلى نادي إف إس في فرانكفورت في الموسم 2. الدوري الألماني، قبل الانضمام إلى نادي رودا جي سي كيركراده الهولندي في صفقة دائمة في عام 2016.
في 17 يوليو 2018، انضم  داني إلى نادي بيراميدز في الدوري المصري الممتاز. في 31 يناير التالي، قام بتغيير الفرق والبلدان مرة أخرى بعد التوقيع مع نادي إكستريمادورا الإسباني.

## روابط خارجية
- داني شاهين على ESPN سوكرنت
- داني شاهين على بيانات كرة القدم. دي إي (بالألمانية)
- داني شاهين  على سكروي
- داني شاهين على transfermarkt.de (بالألمانية)

- داني شاهين على موقع غرويتر فورت (بالألمانية)

- داني شاهين نسخة محفوظة 3 يناير 2013 at Archive.is على ESPN Soccernet
- داني شاهين على موقع إي إس بي إن إف سي (الإنجليزية)
- داني شاهين على موقع قاعدة بيانات كرة القدم.إي يو (الإنجليزية)
- داني شاهين على موقع بيانات كرة القدم. دي إي (الألمانية)
- داني شاهين على موقع Soccerway.com (الإنجليزية)
- داني شاهين على موقع عالم كرة القدم.نت (الإنجليزية)
- داني شاهين على موقع كووورة
- داني شاهين على موقع AS.com (الإسبانية)